# Psykologisk egoism
Psykologisk egoism är den psykologiska och filosofiska teorin om att människors handlingar ytterst styrs av egoism; vi bryr oss om andra människor endast på grund av att deras välfärd gynnar oss själva i någon mening. Man bör skilja mellan psykologisk och etisk egoism då den senare behandlar vad som bör vara fallet och den förra vad som är fallet. Egoism i allmänhet brukar ställas i kontrast till altruism. Den psykologiska egoismen har omfamnats av flera sociobiologer såsom Richard Alexander, E. O. Wilson och Pierre van den Berghe.
Kritiken mot teorin faller inom tre huvudsakliga kategorier. För det första har påståenden framförts om att teorin inte är någon teori över huvud taget. För det andra har vissa menat att den motsägs av vår vardagliga erfarenhet av människan. För det tredje finns det kritiker som menar att psykologisk egoism visserligen är förenligt med vår vardagliga erfarenhet av mänskligt beteende, men att det ger en för enkel bild; det finns enligt denna kritik även icke-egoistiska drivkrafter till vårt beteende.
Teorin är ett vanligt axiom hos moderna ekonomer. Där fungerar den emellertid som ett praktiskt postulat, för att underlätta beräkningar av mänskliga handlingar.

## Formulering av teorin
För att definiera teorin krävs det en förklaring av de ingående begreppen "egoism" och "egenintresse". Det finns två huvudsakliga uppfattningar om vad "egenintresse" är. Den första fokuserar på tillfredsställandet av ens egna viljeattityder, det vill säga, att handla egenintresserat är att handla med målet (avsiktligt eller oavsiktligt) att genomföra sin egen vilja. Den andra uppfattningen lägger ingen vikt vid vilka personers viljeattityder är, utan fokuserar snarare på objektiva tillstånd hos personen i fråga som är värdefulla oberoende av vad han eller hon faktiskt vill, exempelvis kunskap och dygdighet. Man kan kalla dessa olika uppfattningar för preferens- respektive tillståndsbaserade. Hedonism kan exempelvis vara preferensbaserad om den identifierar njutning med vad agenten faktiskt vill, och tillståndsbaserad om den gör gällande att njutning är oberoende av detta.
Om den psykologiska egoismen är korrekt betyder det att genuint altruistiska handlingar är omöjliga, likväl handlingar som motiveras av enbart plikt. Den utesluter emellertid inte att agenten ibland misslyckas med att maximera sin egen välfärd, eftersom agenten kan missbedöma situationen eller lida av viljesvaghet.
Marc Mercer har gjort en distinktion mellan stark- och svag psykologisk egoism. I sin artikel In Defence Of Weak Psychological Egoism försvarar han den svaga varianten. Han formulerar den som "den doktrin som gör gällande att allting som en agent gör intentionalt gör denne åtminstone med förväntningen att därmed realisera ett av sina egeninriktade mål". Stark psykologisk egoism är å andra sidan "den doktrin som gör gällande att agenter alltid agerar med avsikten att realisera ett av sina egeninriktade mål".